# Krzysztof Gajewski (pływak)
Krzysztof Gajewski (ur. 25 marca 1992) – polski pływak, rekordzista Guinnessa w pływaniu długodystansowym, rekordzista Europy w pływaniu długodystansowym, rekordzista świata w pływaniu lodowym.

## Najważniejsze osiągnięcia

### 2023
Rekord Świata w najdłuższym lodowym pływaniu. 13 marca w kompleksie Kopalnia Wrocław w Paniowicach ustanowił rekord świata. Przepłynął 5 kilometrów, w wodzie o temperaturze 4,84°C. Zajęło mu to 1 godzinę 24 minuty 43 sekundy. 19 kwietnia ustanowił kolejny rekord świata. Przepłynął 6 kilometrów, w wodzie o temperaturze 4.84°C w Siennej koło Stronia Śląskiego - na zboczu Czarnej Góry. Zajęło mu to 1 godzinę 46 minut i 16 sekund. 29 lipca pobił rekord świata w Full Body Contact with Ice. Spędził w lodzie 3 godziny 11 minut i 27 sekund.

### 2022
Rekord Guinnessa. 1 grudnia w austriackim lodowcu Hintertux przepłynął 2 km, w wodzie o temperaturze poniżej 0 stopni Celsjusza, na wysokości ponad 3200 metrów w czasie 43:08.

### 2021
Rekord Świata w najdłuższym lodowym pływaniu. Przepłynął 3908,5 m w czasie 1 godzina 19 minut 34 sekundy, w wodzie o temperaturze 3,39°C w kompleksie Kopalnia Wrocław w Paniowicach.

### 2020
Rekord Europy w kategorii "The Longest Lake Swim" oraz rekord Guinnessa w pływaniu 48-godzinnym. Przepłynął ok. 110 km w kompleksie Kopalnia Wrocław w Paniowicach.

### 2019
Rekord Europy w kategorii "The Longest Lake Swim". Przepłynął 77,5 km na Mazurach.